# Gigas Sulci
I Gigas Sulci sono una struttura geologica della superficie di Marte.